# Георги Елдъров
Георги Елдъров е виден български католически духовник.

## Биография
Георги Петков Елдъров е роден през 1926 г. в тогавашното ямболско село Топузларе (днес село Зорница в Бургаска област) в семейство, родствено на цариградския униатски архиепископ Михаил Миров. Продължава основното си образование в пловдивското село Секирово, където една от лелите му – Радка Елдърова – е била учителка. През 1936 г. в католическия седмичник „Истина“ е публикувана негова статия за ОУ „Петър Парчевич“ в село Секирово.
На 12-годишна възраст заминава да учи в малката семинария на манастира „Сакро-Конвенто“ в италианския град Асизи. Заедно с другите семинаристи от България активно изучава български език и история при отците Венко Плачков, Петър Сарийски – следващи Папския източен институт в Рим, и Йосиф Гагов. През лятото на 1940 и 1941 г. Купен Михайлов, семинарист от висшата духовна семинария „Русикум“ в Рим, организира курс по български. С негова помощ Георги успява да публикува една дописка в „Братски връзки“, органа на българските семинаристи следващи в Италия за приключение при изкачването на планина Субазио около Коледа на 1940 г., за това как са се загубили в мъглата и как по-чудо слънчев лъч им показал правилната посока. През 1947 г. завършва Класическия лицей на Философско-теологическия колеж на манастира в Асизи.
След това от 1947 до 1952 г. изучава теология в Папския богословски факултет по теология „Сан Бонавентура“ в Рим. Прави няколко специализации в сферата на богословието и се подготвя задълбочено в изучаването на източния църковен обред в Папския колеж „Русикум“, по който практикува католическата униатска църква в България – завършва магистратура по теология, доктор по теология през 1954 г. и доктор по източно църковни науки през 1957 г.
Дългогодишен преподавател е в няколко италиански и европейски университета, чел е лекции в САЩ. Ръководи българската секция на Радио Ватикана повече от 20 години (1966 – 1991).
По време на Втория Ватикански събор (1960 до 1965 г.) – най-важният за съвременната история на католическата църква, монсиньор Елдъров е единственият българин, излъчен за експерт консултант във високия форум. На 19 юни 1966 г. в църквата „Сан Клементе“ при гроба на Свети Константин Кирил – Философ той е въздигнат в архимандритски сан по източен обред от Украинската източна църква. В продължение на 27 години е визитатор на Светия Престол за българите католици в чужбина.
От 1974 г. Елдъров е издател на емигрантското сп. „Вяра и просвета“. За пръв и последен път в годините на тоталитарния режим посещава България през ноември 1976 г. с дипломатически имунитет в състава на ватиканска делегация водена от кардинал Агостино Казароли.
През 1981 г. създава в Рим Българския католически книжовен архив „Абагар“, наречен така по името на първата печатна книга на български език, издадена от католическия епископ Филип Станиславов в Рим през 1651 година. Сега в него се съхраняват 20 отдела ценна книжнина – редки библиографски издания на български език и лични фондове на заслужили българи, живели извън България, но тясно свързани с нейната история и култура.
Издател е на католическия вестник „Абагар“. Монсиньор проф. Георги Елдъров е първият шарже д'афер на Ватикана в София през 1991 г. веднага след възстановяване на дипломатическите ни отношения със Светия Престол. След 1993 г. проф. Елдъров сътрудничи на Държавната агенция за българите в чужбина.
Архимандрит проф. Георги Елдъров умира на 11 юли 2011 г. в София.
Специалистът по българска църковна история – българският историк проф. Светозар Елдъров – е негов племенник..

## Преподавателска дейност
Проф. Георги Елдъров работи като преподавател в областта на догматиката, историята и екуменизма в Рим, САЩ, Германия, Англия и на други места. 
- Професор по Мисиология в Папския богословски факултет „Сан Бонавентура“ в Рим от март 1955 г. От 1966 г. е редовен професор по Източна теология.
- Гост-професор в Католическия университет на Америка, Вашингтон, през лятото на 1968 и 1969 г.
- Гост-професор на Теологичния семинар в Кенселер, Ню Йорк, есента на 1969 г.
- Професор по теология в института „Еклезия Матер“ на Лутеранския университет от 3 октомври 1969.
- Гост-професор в института по Мариология на Теологичното училище „Марианум“ в Рим, 1970/1971 г.
- Професор по екуменизъм във францисканския Теологически институт в Асизи от октомври 1970 г.